# اهاين (العدين)

تعديل مصدري - تعديل

اهاين هي إحدى قرى عزلة بني هات بمديرية العدين التابعة لمحافظة إب، بلغ تعداد سكانها 1496 نسمة حسب تعداد اليمن لعام 2004.